# 335 Roberta
335 Roberta este un asteroid din centura principală, descoperit pe 1 septembrie 1892, de Anton Staus.